# Chanty Nyabinghi
Chanty Nyabinghi – rodzaj ekspresji wokalnej polegający na wyśpiewywaniu (chantowaniu) Psalmów i innych pieśni religijnych zwanych chantami, w rytm bębnów Nyabinghi.
W Nyahbinghi charakterystyczne jest serce, które jest równomiernie wybijane przez całą grę, dochodzi też główny rytm i gra solowa. Jest to związane z cytatem (Ps 150,4) z Biblii mówiącym aby chwalić Pana bębnem i śpiewem. Nyahbinghi posłuchać możemy m.in. w nagraniach Rasa Michaela, który zajmuje się właśnie tą muzyką. Nie jest zachowana prawdziwa forma Nyahbinghi ponieważ artysta korzysta z innych instrumentów, oryginalnie występują tylko bębny i śpiew.